# Línea Brisbane

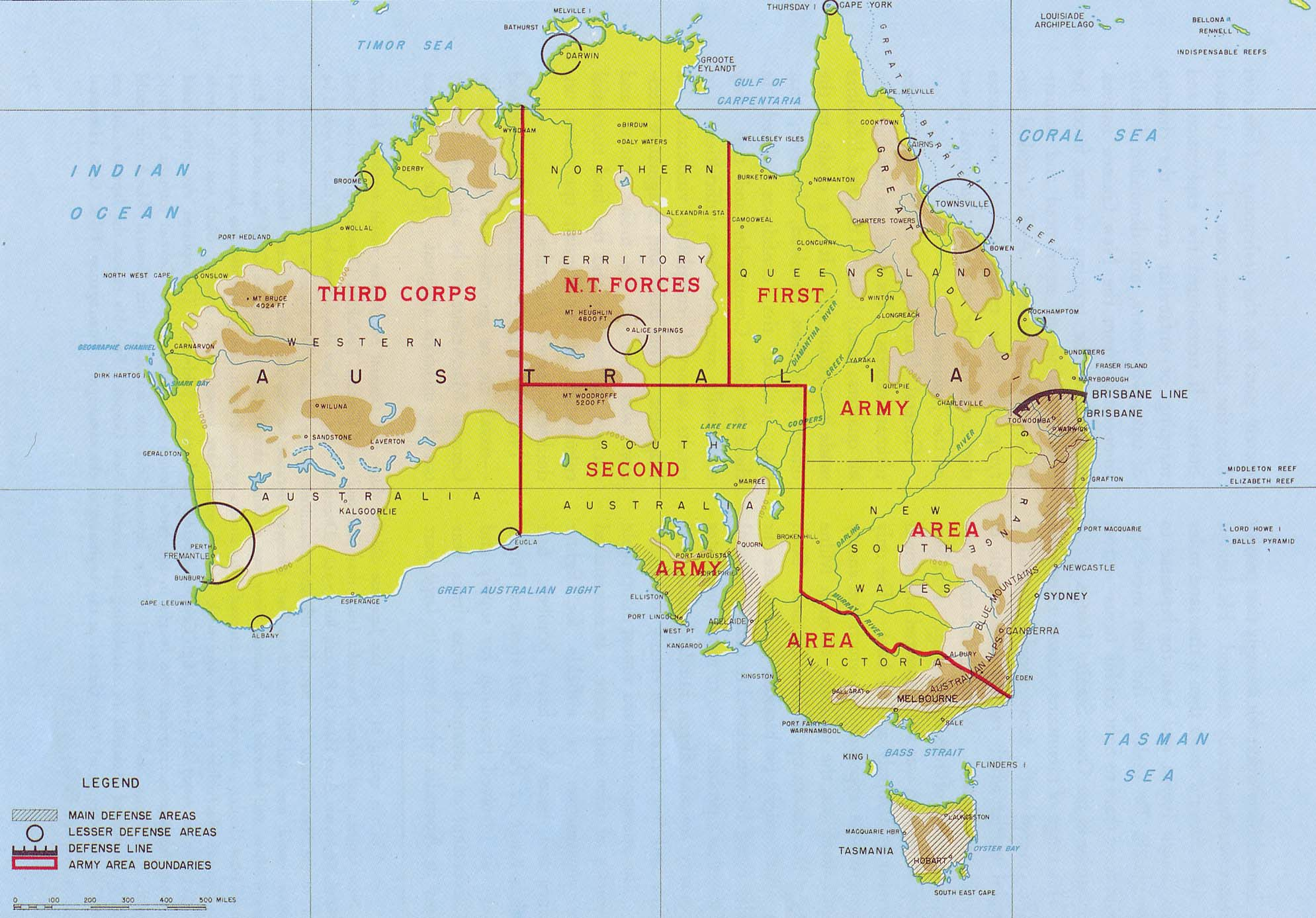
Un mapa que muestra las concentraciones defensivas australianas en 1942 del informe oficial del general MacArthur. La «línea Brisbane» se muestra como una línea negra corta al norte de Brisbane.

La Línea Brisbane fue una propuesta de defensa supuestamente formulada durante la Segunda Guerra Mundial para ceder la porción norte del continente australiano en caso de una invasión japonesa. Aunque en febrero de 1942 se propuso un plan para priorizar la defensa en las regiones industriales vitales entre Brisbane y Melbourne en caso de invasión, fue rechazado por el primer ministro laborista John Curtin y el Gabinete de Guerra australiano. Una comprensión incompleta de esta propuesta y otras respuestas planificadas a la invasión llevó al ministro de Trabajo, Eddie Ward, a alegar públicamente que el gobierno anterior (una coalición entre el Partido Australia Unida y el Partido Nacional con Robert Menzies y Arthur Fadden) había planeado abandonar la mayor parte del norte de Australia al Japonés.
Ward continuó promoviendo la idea a finales de 1942 y principios de 1943, y la idea de que se trataba de una estrategia de defensa real ganó apoyo después de que el general Douglas MacArthur se refiriera a ella durante una conferencia de prensa en marzo de 1943, donde también acuñó el término «Línea Brisbane». Ward inicialmente no ofreció ninguna evidencia para respaldar sus afirmaciones, pero luego afirmó que los registros relevantes habían sido eliminados de los archivos oficiales. Una Comisión Real concluyó que no existían tales documentos y que el gobierno de Menzies y Fadden no había aprobado planes del tipo alegado por Ward. La controversia contribuyó a la victoria laborista en las elecciones federales de 1943, aunque Ward fue asignado a carteras menores posteriormente.

## Alegaciones de Ward
En octubre de 1942, el político laborista Eddie Ward, ministro de Trabajo y Servicio Nacional del primer ministro John Curtin, alegó que el gobierno anterior del primer ministro Robert Menzies (y su sucesor, el primer ministro Arthur Fadden) había preparado planes para abandonar gran parte del territorio australiano tan pronto como los japoneses invadiesen las costas con la finalidad de concentrar los esfuerzos defensivos en la región sureste. Al parecer, a Ward le había filtrado la información un mayor que trabajaba en la Oficina del Secretario de Defensa.
En febrero de 1942 se había presentado un memorando al Gabinete de Guerra australiano (después de que Menzies, Fadden y la coalición Partido Australia Unida-Partido Nacional se hubieran trasladado a la oposición), en el que el oficial general al mando -en jefe de las Fuerzas Nacionales, el teniente- El general Iven Mackay había abogado por que en caso de una invasión, la mayoría de las fuerzas australianas disponibles se concentraran en la zona entre Brisbane y Melbourne, donde se encontraba la mayor parte de la capacidad industrial del país. Mackay había recibido previamente instrucciones de priorizar las regiones alrededor de Sídney y Newcastle, con Darwin como prioridad secundaria, y tuvo que considerar el hecho de que una gran parte de las fuerzas militares y navales de Australia estaban desplegadas en el extranjero. La teoría de Ward se pudo basar en una comprensión incompleta de este plan.[cita requerida] El plan fue presentado por Mackay al gobierno de Curtin (del que Ward formaba parte) y no al anterior. El mismo incluía la defensa de plazas estratégicas en el norte australiano, como Darwin y Townsville, además, en lugar de simplemente abandonar el resto del territorio a los japoneses, se defendía una política de tierra quemada y guerra de guerrillas para frenar a los invasores hasta que se pudieran desplegar otras fuerzas, junto a la publicación de los planes de evacuación para las regiones de Queensland que, en lugar de una evacuación total hacia el sur, debía desplazar a todos los civiles posibles de las zonas de enfrentamiento. Este plan fue rechazado por el gobierno Curtin.
Ward no presentó ninguna prueba directa de sus afirmaciones en ese momento, y Menzies, junto con todos los ministros que habían servido bajo su mando durante el gobierno anterior, negaron la acusación. En una reunión del Consejo Asesor de Guerra en diciembre de 1942, Menzies, entre otros, expresó su preocupación de que un ministro responsable estuviera haciendo afirmaciones que sólo podían refutarse mediante la divulgación de planes de defensa secretos. Curtin hizo poco para sofocar los ataques de Ward, y Ward continuó afirmando que Menzies y Fadden eran responsables del plan «derrotista» y «traicionero». La conciencia pública sobre el supuesto plan aumentó cuando el general Douglas MacArthur se refirió a él durante una conferencia de prensa en marzo de 1943, durante la cual acuñó el término «Línea Brisbane». Ward repitió sus afirmaciones durante los meses siguientes y, cuando se le pidió que aportara pruebas, afirmó que le habían informado de la eliminación de documentos relacionados con el plan de los archivos oficiales.
Curtin nombró una Comisión Real encabezada por Charles Lowe para determinar si tales documentos habían existido y si la administración de Menzies había hecho tales planes. La Comisión informó en julio de 1943 que no había pruebas que respaldaran un plan oficial para abandonar la mayor parte de Australia a las fuerzas invasoras y que los archivos correspondientes a la época en cuestión estaban completos. La comisión real y la controversia de la Línea Brisbane contribuyeron a que Curtin y el Partido Laborista ganaran las elecciones federales de 1943 por un margen significativo, pero Ward fue efectivamente degradado al asignarle las carteras de Transporte (cuyos activos estaban bajo control directo del Ejército) y Territorios Externos (la mayoría de los cuales habían sido capturados por los japoneses).

## Reclamaciones de posguerra
Los defensores de la existencia de la propuesta de la Línea Brisbane a menudo se refieren a la existencia de trampas para tanques de hormigón cerca de lugares como Tenterfield, que fueron construidas a finales de la década de 1930, como prueba.
En sus memorias, Reminiscencias, MacArthur afirma que el ejército australiano había propuesto designar una línea que siguiera aproximadamente el río Darling como foco de defensa durante la esperada invasión japonesa de Australia. MacArthur se atribuye a sí mismo el rechazo del plan a favor de operaciones ofensivas para detener el avance japonés en Nueva Guinea.